# 福爾希多夫

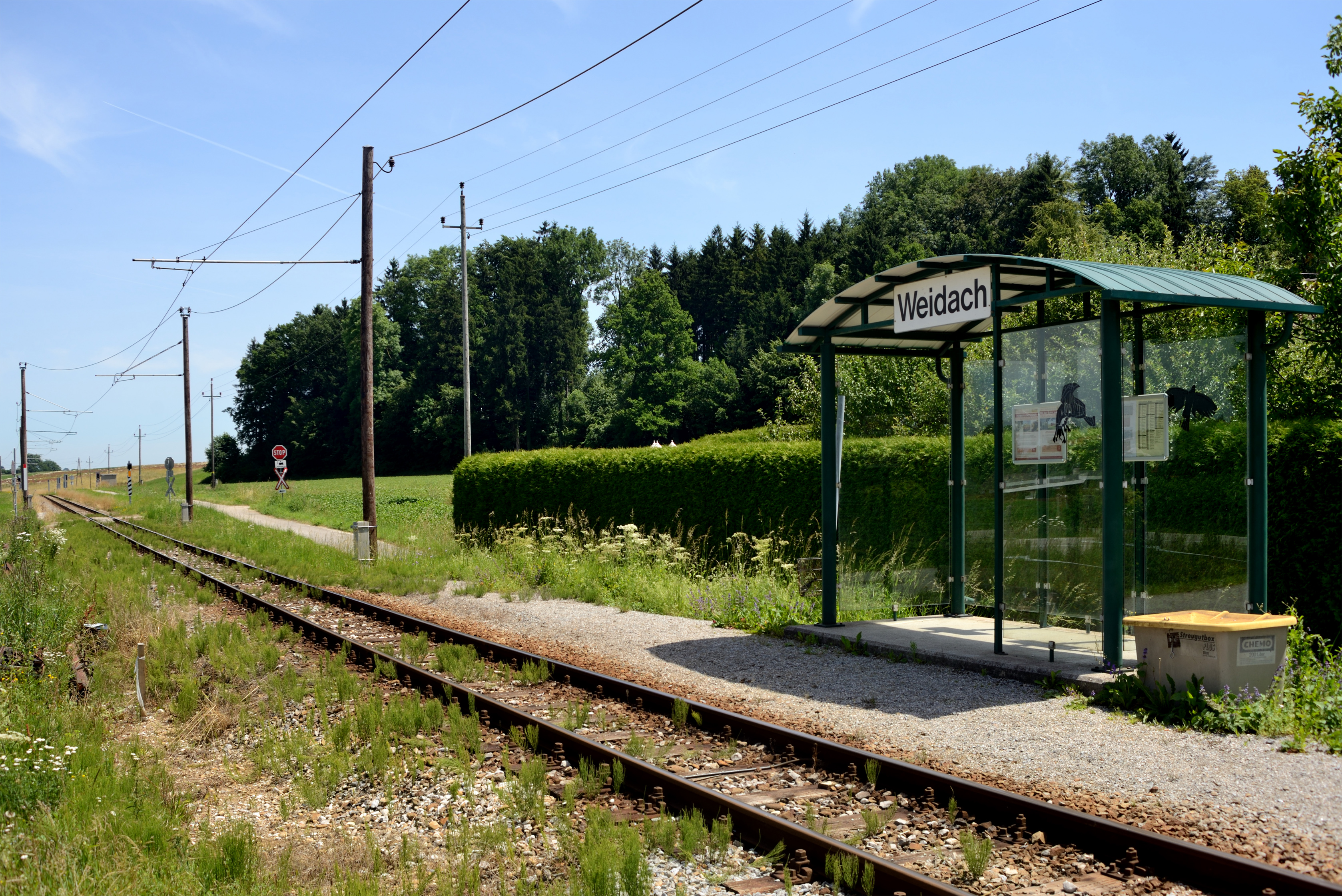
图为福尔希多夫的一座旧铁路站

福爾希多夫（德語：Vorchdorf）是奧地利的市镇，位於該國北部，距離格蒙登約15公里，由上奧地利負責管轄，面積47.7平方公里，海拔高度414米，鎮上的城堡建於971年，2012年人口7,289。

## 外部連結
- Official website of the community
- Vorchdorf Online （页面存档备份，存于）